# Сан Барбато (Кјети)
Сан Барбато (итал. San Barbato) је насеље у Италији у округу Кјети, региону Абруцо.
Према процени из 2011. у насељу је живело 239 становника. Насеље се налази на надморској висини од 246 м.